# Pavonia viscosa
Pavonia viscosa là một loài thực vật có hoa trong họ Cẩm quỳ. Loài này được A. St.-Hil. mô tả khoa học đầu tiên năm 1827.

## Phạm vi sinh sống
Phạm vi bản địa của loài này là phía Đông Nam Brazil. Chúng phát triển chủ yếu ở khu vực nhiệt đới khô theo mùa.